# Bathyraja cousseauae
Bathyraja cousseauae — вид хрящевых рыб рода глубоководных скатов семейства Arhynchobatidae отряда скатообразных. Обитают в субтропических водах юго-западной части Атлантического океана. Встречаются на глубине до 1011 м. Их крупные, уплощённые грудные плавники образуют округлый диск со треугольным рылом. Максимальная зарегистрированная длина 120 см. Откладывают яйца. Являются объектом целевого промысла.

## Таксономия
Впервые новый вид был научно описан в 2004.  Он назван в честь Марии Берты Куссо (Национальный университет Мар дель Плата) за её вклад в изучение морских рыб Аргентины.  До недавнего научного описания Bathyraja cousseauae, как нового вида, его часто путали с Bathyraja brachyurops. Голотип представляет собой неполовозрелого самца длиной 61,7 см, пойманного в северной части Патагонского континентального шельфа. Паратипы:  неполовозрелые самцы длиной 53,5—54 см, пойманные там же (41°30′ ю. ш. 57°35′ з. д.) на глубине 119 м; неполовозрелый самец длиной 55 см и неполовозрелые самки с диском шириной 72—75 см, пойманные к югу от Мальвинских островов на глубине 277 м и особи обоего пола, пойманные у острова Эстадос на глубине 397 м.

## Ареал
Эти скаты широко распространены в глубоких умеренных водах Аргентины и Фолклендских островов. Встречаются на внешнем крае континентального шельфа на глубине от 119 до 397 м, у Фолклендских островов они попадаются на большей глубине — от 121 до 1011 м.

## Описание
Широкие и плоские грудные плавники этих скатов образуют ромбический диск с широким треугольным рылом и закруглёнными краями. Позади глаз имеются брызгальца. На вентральной стороне диска расположены 5 жаберных щелей, ноздри и рот. Хвост длиннее диска. На хвосте пролегают латеральные складки. У этих скатов 2 редуцированных спинных плавника и редуцированный хвостовой плавник. Спинные плавники расположены близко друг к другу. Максимальная зарегистрированная длина 120 см. Самая маленькая свободно плавающая особь была длиной 12 см. Дорсальная поверхность диска окрашена в песочно-коричневый цвет с многочисленными тёмными и светлыми пятнышками. У основания грудных плавников молодняка и некоторых взрослых особей имеется пара симметричных глазчатых светлых отметин с тёмными краями.  У некоторых скатов подобные «глазки» покрывают хвост, придавая ему полосатый вид. У половозрелых особей тёмные пятна сливаются в обширные камуфлирующие отметины. Вентральная поверхность диска гладкая и окрашена в ровный белый цвет. Вентральная поверхность хвоста усеяна серыми пятнами неправильной формы. Дорсальная поверхность диска и хвоста шероховатые за счёт плотного покрытия мелкими шипиками и колючками. У молодых скатов срединный ряд пролегает от затылка до первого спинного плавника вдоль центральной линии тела и состоит из 23—27 колючек. У взрослых скатов туловищный срединный ряд колючек иногда отсутствует. Хвостовой срединный ряд образован 17—18 шипами. Лопаточные, орбитальные и межбрызгальцевые колючки отсутствуют. Спинные плавники расположены близко друг к другу. Шипы между ними отсутствуют. У взрослых самцов аларные колючки образуют 20—24 радиальных ряда, по 5—6 колючек в ряду. Зубы конические и заострённые. У самцов имеются удлинённые тонкие птеригоподии без утолщений на конце.      

## Биология
Эмбрионы питаются исключительно желтком. Эти скаты откладывают яйца, заключённые в роговую капсулу с твёрдыми «рожками» на концах. Половая зрелость наступает при длине около 97 см.

## Взаимодействие с человеком
Эти скаты являются объектом целевого лова и регулярно попадаются в качестве прилова в ходе тралового промысла костистых рыб. Из-за перелова численность скатообразных в этих водах существенно снизилась. Для восполнения популяции на Фолклендских островах принимаются меры (временный мораторий, введение квот на вылов). Международный союз охраны природы  присвоил виду охранный статус  «Близкий к уязвимому положению».